# 田凤山
田凤山（1941年12月8日—），男，祖籍山東蓬萊，生于黑龙江肇源，中华人民共和国政治人物。中国人民解放军第二炮兵技术学院（西安）自动控制专业肄业，大专学历。1970年3月加入中國共產黨；是中共第十四屆中央候補委員，第十五屆、十六屆中央委員。曾任黑龙江省省长，国土资源部部长等职。
2004年9月，中共十六届四中全会决定，撤销其党内职务并开除其党籍。2005年12月27日，因犯受贿罪被北京市第二中级人民法院判处无期徒刑，剥夺政治权利终身，并处没收个人全部财产。

## 生平

### 早年经历
田凤山出生在黑龙江肇源县的一个农民家庭。兄弟三人，田凤山居长，三弟田凤春，曾任大庆市副市长，二弟田凤林一直没有离开肇源县。曾任大庆肇源县交警大队大队长。1961年7月，就读于肇源县第一中学成绩优秀的田凤山参加高考，被西安第二炮兵技术学院录取，在自动控制专业学习并参军。62年因健康原因肄业，田凤山回到肇源，在老家义顺公社中心小学任代课老师，因教学业务优秀，被到义顺中心校检查工作的县教育局主要领导发现，于64年2月田凤山转为正式教师并被调入肇源县教师进修学校。“文革”开始后成为教师造反团头目，1967年2月被结合到肇源县革命委员会。

### 从政经历
1967年2月起田凤山先后在肇源县革委会文教组、政工组任干事，政工组副组長，政治部副主任，宣传组组長；这段时间受到肇源县委书记万力的赏识并作为青年干部培养，于1970年3月加入中国共产党，1973年7月，田凤山担任城郊公社党委书记、革委会主任，在农业及农田基本建设工作中初试锋芒，1977年12月被提拔为中共肇源县委常委、革委会副主任，县委副书记、副县长，1981年曾在沈阳农学院进修半年。1983年8月升任为中共肇州县委副书记、县长，在此期间在工作能力上展露手脚，受到当时省委主要领导的青睐并成为第三梯队的后备干部，从此入升迁的快车道。1984年12月，田凤山被提拔为黑龙江省绥化地委委員、行署副专員。1987年2月任绥化地委副书记、地区行署专员，1988年2月，田凤山出任牡丹江市委书记，一年以后，1989年4月，即被提拔为黑龙江省副省长；1991年8月出任中共黑龙江省委常委、哈尔滨市委书记；1992年10月至1997年9月，当选为中共中央候补委员。1994年5月晋升中共黑龙江省委副书记，并出任代理省长，1995年2月正式当选黑龙江省省长。1997年9月至2004年9月任中共中央委員；在1998年嫩江、松花江抗洪救灾中，田凤山坚持在第一线指挥抢险，因出色的组织协调能力，受到中共最高层的赏识。1999年12月，田凤山调中央，接替周永康出任国土资源部党组书记。2003年3月17日，中华人民共和国国家主席胡锦涛发布第二号中华人民共和国主席令，根据中华人民共和国第十届全国人民代表大会第一次会议的决定，田凤山被任命为国土资源部部长。2003年10月28日，被免去部长职位。

### 腐败丑闻
田凤山最后一次在公开场合露面是在2003年10月14日中央电视台播放的中共十六届三中全会的新闻中。2003年10月21日，国土资源部一位官员向媒体证实，部长田凤山因涉嫌严重违纪，已被“双规”，中央的文件于10月14日签发。随即10月28日，第十届全国人大常委会第五次会议，决定免去田凤山的国土资源部部长职务。在经历一年的内部审查后，2004年9月，中共十六届四中全会决定，撤销田凤山的党内职务并开除其党籍。
2005年12月27日，经北京市第二中级人民法院审理，1996年至2003年，田凤山在任黑龙江省、国土资源部领导职务期间，为他人谋取利益，多次非法收受他人贿赂共计人民币436万余元。法庭鉴于田凤山在收审后，坦白了有关部门不掌握的大部分受贿事实，认罪悔罪；且案发后，赃款已全部退缴；最终，以受贿罪判处其无期徒刑。